# Мирненська сільська рада (Білокуракинський район)
Мирненська сільська рада (до 2016 року — Червоноармійська) — сільська рада у Білокуракинському районі Луганської області з адміністративним центром у селищі Мирному. Населення становить 759 осіб. Щільність населення — 10,6 осіб/км².

## Населені пункти
Сільській раді підпорядковані населені пункти:
- с-ще Мирне
- с. Кочине-Розпасіївка
- с. Новопокровка
- с. Нянчине
- с. Попасне

## Загальні відомості
Історична дата утворення: в 1930 році.
Сільська рада межує (з півночі за годинниковою стрілкою) з Лозно-Олександрівською селищною, Шарівською сільською радами Білокуракинського району, Танюшівською сільською радою Новопсковського району, Тимошинською, Солідарненською сільськими радами Білокуракинського району, Привільською, Вівчарівською сільськими радами Троїцького району. Територія сільської ради становить 86,4 км², периметр — 71,937 км.
Територія сільради лежить на вододілі річок Білої і Айдару, тож постійні водотоки відсутні. Споруджено ставки.

## Склад
Загальний склад ради: 14 депутатів. Партійний склад: Партія регіонів — 13 (92,9%), самовисування — 1 (7,1%). Голова сільради — Бабіч Володимир Олександрович, секретар — Нікітіна Ірина Миколаївна.
| Червоноармійська сільська рада | Червоноармійська сільська рада  | Червоноармійська сільська рада          | Червоноармійська сільська рада                                                                                              |
| № зп                           | Прізвище, ім'я, по батькові     | Дата визнання обраним                   | Відомості про обраного депутата                                                                                             |
| Партія регіонів                | Партія регіонів                 | Партія регіонів                         | Партія регіонів |
| ------------------------------ | ------------------------------- | --------------------------------------- | --- |
| 1                              | Нікітіна Ірина Миколаївна       | 5 листопада 2010                        | Освіта вища, член Партії регіонів, Червоноармійська сільська рада, секретар.                                                |
| 2                              | Андронова Наталія Георгіївна    | 5 листопада 2010                        | Освіта вища, член Партії регіонів, Червоноармійська школа, вчитель.                                                         |
| 3                              | Бутков Олег Іванович            | 5 листопада 2010                        | Освіта середня, член Партії регіонів, тимчасово не працює.                                                                  |
| 4                              | Кузіна Наталія Вікторівна       | 5 листопада 2010                        | Освіта середня, член Партії регіонів, тимчасово не працює.                                                                  |
| 5                              | Бабич Олена Петрівна            | 5 листопада 2010                        | Освіта вища, член Партії регіонів, Червоноармійська загальноосвітня школа, вчитель.                                         |
| 6                              | Овчаренко Наталія Володимирівна | 5 листопада 2010                        | Освіта середня спеціальна, член Партії регіонів, завідувачка аптеки № 310.                                                  |
| 7                              | Бакаляс Наталія Володимирівна   | 5 листопада 2010                        | Освіта середня спеціальна, член Партії регіонів, Білокуракинська РО товариства Червоного Хреста, патронажна медична сестра. |
| 8                              | Кривова Олеся Степанівна        | 5 листопада 2010                        | Освіта середня спеціальна, член Партії регіонів, пенсіонер.                                                                 |
| 8                              | Козеренко Валентина Іванівна    | з 5 листопада 2010 до 12 листопада 2010 | Освіта вища, член Партії регіонів, директор Червоноармійської загальноосвітньої школи.                                      |
| 9                              | Незнайко Наталія Олексіївна     | 5 листопада 2010                        | Освіта середня спеціальна, член Партії регіонів, Червоноармійський будинок культури, директор.                              |
| 10                             | Жирова Лілія Василівна          | 5 листопада 2010                        | Освіта вища, член Партії регіонів, Червоноармійська школа, вчитель.                                                         |
| 11                             | Коваленко Юрій Валентинович     | 5 листопада 2010                        | Освіта середня, член Партії регіонів, ФГ «Людмила», механізатор.                                                            |
| 12                             | Ткачук Людмила Миколаївна       | 5 листопада 2010                        | Освіта середня спеціальна, член Партії регіонів, тимчасово не працює.                                                       |
| 13                             | Фоменко Сергій Іванович         | 5 листопада 2010                        | Освіта середня спеціальна, член Партії регіонів, Білокуракинське державне лісомисливське господарство, єгер.                |
| Самовисування                  |                                 |                                         | |
| 1                              | Павленко Тетяна Олегівна        | 17 січня 2011                           | Освіта середня спеціальна, позапартійна, фельдшерсько-акушерський пункт, акушер.                                            |

### Керівний склад ради
| ПІБ                           | Основні відомості                                                                      | Дата обрання | Дата звільнення |
| ----------------------------- | -------------------------------------------------------------------------------------- | ------------ | --------------- |
| Силкін Олександр Іванович     | Сільський голова, 1972 року народження, освіта, безпартійний                           | 26.03.2006   | 27.06.2008      |
| Бабіч Володимир Олександрович | Сільський голова, 1967 року народження, освіта, член Партії регіонів                   | 15.03.2009   | 31.10.2010      |
| Бабіч Володимир Олександрович | Сільський голова, 1973 року народження, освіта вища, член Комуністичної партії України | 31.10.2010   |                 |

Примітка: таблиця складена за даними джерела

## Економіка
На землях сільради господарюють ФГ «Форвард» Хрипуна Володимир Вікторовича та ін.